# 波爾塔瓦省

波爾塔瓦省（羅馬化：Poltavskaya guberniya，羅馬化：Poltavska huberniia）是俄羅斯帝國的一個省，範圍大致包括烏克蘭東北部，與波爾塔瓦州大致同域。面積49,894平方公里，1897年人口2,778,151人。首府波爾塔瓦。
1802年建省，1832年起受基輔總督區管轄。1925年被撤銷。